# Potsdamer Tageszeitung
Die Potsdamer Tageszeitung war eine national-konservative Tageszeitung für Potsdam von 1901 bis 1945. Von 1954 bis 1961 gab es eine gleichnamige Zeitschrift in Berlin. Auch die Potsdamer Lokalausgabe der Märkischen Allgemeinen trägt jetzt diesen  Namen.

## Geschichte

### Potsdamer Intelligenz-Blatt 1850–1900
Am 22. September 1850 erschien die erste Ausgabe des Potsdamer Intelligenz-Blattes. Die Druckerei war A. W. Hayn’s Erben.

### 1901–1944
Seit dem 1. Januar 1901 hieß sie Potsdamer Tageszeitung. Herausgeber war zu dieser Zeit der königlich-preußische Kommerzienrat Curt Gerber (1855–1921).
Nach dessen Tod übernahm sein Sohn Waldemar Gerber (1888–1968) Verlagshaus und Zeitung. 1929 hatte sie eine Auflage von 23.000 Exemplaren und bezeichnete sich als „Größte Zeitung des Havellandes“.
Auch nach der nationalsozialistischen Machtübernahme 1933 bemühte sich das Blatt weiter um Erhalt der national-bürgerlichen Ausrichtung. Der Untertitel war jetzt „Heimatzeitung für Stadt und Land“. Sie versuchte auch, ihre jüdischen Mitarbeiter zu schützen.
Die Auflage stieg bis 1940 auf 40.000 Exemplare. Der spätere Bundespräsident Theodor Heuss schrieb dort nach 1940 unter Pseudonym.

### 1945
Am 4. Februar 1945 wurde das Verlagsgebäude von A. W. Hayn’s Erben total ausgebombt. Die Zeitung erschien aber weiterhin in Ausgaben mit zumeist noch vier Seiten. Erst nach schweren Luftangriffen auf Potsdam am 14. und 15. April musste das Erscheinen der Potsdamer Tageszeitung für mehrere Tage eingestellt werden. Es kamen noch zwei Not-Ausgaben im Umfang von nur einer Seite heraus, die letzte wahrscheinlich am 20. April 1945. Wenige Tage später zog die Rote Armee in Potsdam ein.
1946 wurde die Firma einem Sequester unterstellt, und in Potsdam wurden am 29. Februar 1948 Druckerei, Verlag, Buchhandlung, sämtliche Grundstücke und Gebäude, auch die privaten der Familie Gerber, enteignet und in Volkseigentum umgewandelt.

### 1954–1961
Seit November 1954 gab der vorherige Eigentümer  Waldemar Gerber wieder eine Potsdamer Tageszeitung heraus. Sie erschien in West-Berlin, in der Druckerei Hayn, offizieller Ausgabeort war Speyer. Sie erschien nun zweimal im Monat. Die Zeitschrift sollte „eine Brücke zwischen Potsdamern und Brandenburgern in Ost und West“ schlagen (W. Gerber). Ihr Erscheinen wurde mit dem Mauerbau 1961 eingestellt.

## Persönlichkeiten
Leiter
- Curt Gerber, Herausgeber vor 1901–1921
- Waldemar Gerber, Herausgeber 1921–1945, danach Herausgeber der Nachfolgezeitschrift 1954–1961
- Hans Hupfeld, verantwortlicher Redakteur –1945

Weitere Mitarbeiter
Für die Potsdamer Tageszeitung schrieben zahlreiche Autoren, darunter viele nicht angestellte.
- Hans Zappe, Redakteur
- Theodor Heuss, 1940 unter Pseudonym